# Conector (lingüística)
En lingüística, se denomina conector o conector del discurso a una unidad lingüística que señala la unión de partes o segmentos de un texto y contribuye a dar una relación lógica entre las partes del texto u oraciones. La existencia de estos elementos contribuye a integrar las ideas de mejor manera y a hacer inteligible la información; estas palabras son conocidas también como conectores textuales, discursivos, marcadores u operadores del discurso. La noción se confunde a veces con la de nexo gramatical que se refiere únicamente a elementos puramente gramaticales. Los conectores tienen distintos usos, por ejemplo, para agregar ideas (asimismo, con base en), para introducir ideas opuestas (sin embargo, no obstante), etc.

## Definición
Los conectores se usan regularmente en el desarrollo de textos de tipo discursivo o textual, y marcan el curso u orientan la forma en la que el fragmento se interpreta en relación con el contexto anterior o con las inferencias que de él se obtienen; de igual forma estas palabras proponen al lector el modo de dar sentido al texto, enlazando de diferentes maneras los enunciados que lo componen.
Un conector puede ser una palabra, oración o conjuntos de esos elementos, por lo tanto unen desde lo más breve hasta lo más extenso, debido a ello existe una clasificación que permite la distinción.

## Clasificación de los conectores
- Copulativos: los conectores copulativos añaden información, por ejemplo: y (e), ni, que, además, tampoco, incluso, en segundo lugar, por otra parte, asimismo, también, sumado a, paralelamente, a continuación, en otro orden de cosas, al mismo tiempo, de la misma manera, a decir verdad, análogamente, aparte, de hecho, encima, en el fondo, en realidad, es más, por añadidura, por otro lado, por si fuera poco, sobre todo.

- Disyuntivos: los conectores disyuntivos indican alternativas y ayudan a separar ideas, por ejemplo los nexos coordinantes o, u, y las expresiones ya sea, ya sea que, entre otras, o bien.
- Causales-Consecutivos: los conectores causales y consecutivos introducen bien una causa o razón, bien una consecuencia; apuntan a las relaciones causa-efecto focalizando uno de los dos elementos. Finalmente, los conectores causales proponen inmediatez de entendimiento a las oraciones con estos elementos. Existen los siguientes como parte de estos elementos: por esta razón, de modo que, por consiguiente, ello se debe a, por lo tanto, entonces, en consecuencia, de lo contrario, si no, es por ello por lo que, es solo que, ya que, porque, pues, dado que, a causa de, debido a que, por el hecho de que.[4]
- Concesivos, adversativos o de contraste, los conectores concesivos expresan una dificultad o una oposición que no impide el cumplimiento de lo dicho en la oración principal. Algunas de estas palabras son aunque, a pesar de (que), aún, aun cuando, pese a (que), si bien, por más que. La palabra más común es aunque.
- Temporales, los conectores temporales son expresiones en las que el emisor puede organizar la información de forma secuencial, es decir, transmite la idea de temporalidad de los hechos y acciones. En el caso de estas palabras encontramos: antes, después, luego, por la mañana, en ese momento, al anochecer, cuando, entonces, más tarde, mientras, tan pronto como, en cuanto. En esta clasificación existen tres categorías más y que a continuación se relacionan:
  - De anterioridad, como por ejemplo antes, hace tiempo, había una vez, al principio, al comienzo, anteriormente, previamente, tiempo atrás, antes de que, en primer lugar, inicialmente, primeramente.
  - De simultaneidad, como por ejemplo en este preciso instante, al mismo tiempo, al tiempo, mientras tanto, a la vez, cuando, fue entonces cuando, mientras, simultáneamente, actualmente, paralelamente, sincrónicamente.
  - De posterioridad, como por ejemplo más tarde, luego, después, con el paso del tiempo, posteriormente, finalmente, detrás, entonces.[4]
- Locativos, que son conectores que proponen describir o definir un lugar de referencia, ayudan a los lectores a darle intención a la oración o al texto. Las palabras ubicadas en esta clasificación son: aquí, ahí, allí, delante de, encima de, en este / ese / aquel lugar, donde, junto a, cabe, al lado de, en medio de, por arriba de, por debajo, entre otras.
- Repetitivos, aclaratorios, continuativos o de secuencia, el caso de las palabras repetitivas señalan ideas en la continuidad. Las palabras más usadas son: en otras palabras, mejor dicho, más precisamente, dicho de otra manera, dicho de otro modo, en pocas palabras, resumiendo y o sea.
- Aclarativos, son conectores aclarativos, de precisión o explicativos ayudan a detallar o profundizar respecto a un tema. Algunos conectores de este tipo son en cuanto a, respecto a, con referencia a, por otro lado, en lo que concierne a, con base a.
- Comparativos, comprende palabras y expresiones comparativas utilizadas para contrastar o comparar ideas entre dos objetos. Los conectores comparativos también subrayan algún tipo de semejanza entre los enunciados. Ejemplos de este tipo de expresiones son análogamente, de modo similar, igualmente, del mismo modo, de la misma manera, en cambio, contrariamente, inversamente.
- Resumptivos y conclusivos, usados para resumir o concluir sobre un asunto, entre los que se encuentran finalmente, en resumen, en síntesis, en definitiva, en conclusión, por último, sintetizando, resumiendo, para concluir, en suma.
- Consecutivos, usados para expresar que algo es consecuencia de otro hecho, como por ejemplo por ende, por lo tanto, en consecuencia, por eso, por lo que, de ahí que, por consiguiente, entonces, por lo que sigue, por esta razón, de manera que, igualmente, así mismo, análogamente, de modo similar, tanto como.
- Condicionales, relacionan dos acciones o dos hechos de manera que la realización de uno supone la realización del otro. Su nexo más común es si; indica condición, requisito o necesidad. Realizan esta función en casos como si, en caso de, siempre que, a menos que, a no ser que, cuando.

- Conectores de orden. Por ejemplo: ante todo, primero, luego, finalmente, para empezar.

- Conectores de énfasis. Por ejemplo: ciertamente, de hecho, hay que resaltar, sin duda, sobre todo.
- Conectores de tiempo. Por ejemplo: a continuación, más tarde, antes, ahora, entonces, mientras, luego.
- Conectores de espacio. Por ejemplo: delante, detrás, en medio, bajo, sobre.
- Conectores de causa. Por ejemplo: de modo que, a causa de, así que, así pues, porque.
- Conectores de consecuencia. Por ejemplo: por eso, por ese motivo, entonces, en consecuencia.
- Conectores de finalidad. Por ejemplo: a fin de, para, con el fin de, con el objetivo de.
- Conectores condicionales. Por ejemplo: si, siempre que, a condición de.
- Conectores de adición. Por ejemplo: además, y, incluso, encima, también.
- Conectores de conclusión. Por ejemplo: así, por lo tanto, por ende, por consiguiente, para cerrar.
- Conectores de síntesis. Por ejemplo: en conclusión, en síntesis, sintetizando.

### Conectores consecutivos (causa a efecto)
| Que             | De          | A        | Conjunciones |
| --------------- | ----------- | -------- | ------------ |
| A pesar de que  | A pesar de  | Debido a | Pero         |
| Aunque          | A fin de    | Pese a   | Como         |
| Porque          | En vista de |          | Si           |
| Para que Cuando |             |          |              |
| Dado que, etc.  |             |          |              |

Fuente: Badia, Montserrat Castelló et al. «Escribir y comunicarse en contextos científicos y académicos: Conocimientos y estrategias» (2007).

### Conectores contra argumentativos o adversativos
| Pero             |                 | Mientras que      |
| ---------------- | --------------- | ----------------- |
| Sin embargo,     | A pesar de que, | En tanto que,     |
| No obstante,     | Pese a que,     | En cambio,        |
| Ahora bien,      | Si bien,        | Por el contrario, |
| Con todo,        |                 |                   |
| Aun así, más     |                 |                   |
| De todas formas, |                 |                   |

Fuente: Badia, Montserrat Castelló et al. «Escribir y comunicarse en contextos científicos y académicos: Conocimientos y estrategias» (2007).

### Conectores causales o consecutivos más usados
| Parentéticos      | Oracionales    |
| ----------------- | -------------- |
| Por lo tanto,     | De manera que, |
| Por consiguiente, | Así que,       |
| En consecuencia,  | De ahí que,    |
| Pues,             | De modo que,   |
| A causa de,       |                |
| Por ende,         |                |
| Por eso,          |                |
| Debido a,         |                |
| Así,              | porque         |

Fuente: Badia, Montserrat Castelló et al. «Escribir y comunicarse en contextos científicos y académicos: Conocimientos y estrategias» (2007).

### Conectores reformuladores.
| Explicativos                                                                                  | De rectificación       | De recapitulación                                   |
| --------------------------------------------------------------------------------------------- | ---------------------- | --------------------------------------------------- |
| Es decir, en otras palabras, a saber, esto es, o sea, en otros términos, dicho de otra forma, | Mejor dicho, más bien, | En resumen, en fin, después de todo, en definitiva, |

Fuente: Badia, Montserrat Castelló et al. «Escribir y comunicarse en contextos científicos y académicos: Conocimientos y estrategias» (2007).

### Operadores discursivos
| De refuerzo argumentativo | De concreción |
| ------------------------- | ------------- |
| De hecho                  | Por ejemplo   |
| En rigor                  | En especial   |
| En efecto                 | En particular |
| La verdad                 | En concreto   |
| Por supuesto              | se , que      |

Fuente: Badia, Montserrat Castelló et al. «Escribir y comunicarse en contextos científicos y académicos: Conocimientos y estrategias» (2007).

### Conectores y resultado en el texto
| Variables                    | Opciones                | Resultado                                                           |
| ---------------------------- | ----------------------- | ------------------------------------------------------------------- |
| Conexión según las unidades, | Oraciones o párrafos,   | Mayor o menor textura de conexión,                                  |
| Según la temática,           | Auditiva,               | Organización de la información,                                     |
|                              | Argumentativos,         | Relaciones de oposición, contraste, comparación, objeción,          |
|                              | Causales y consecutivos | Relaciones de causa y de consecuencia, de demostración, conclusión, |
|                              | Reformuladores,         | Explicaciones, rectificaciones, recapitulaciones,                   |
|                              | Discursivos,            | Argumentativos, de concreción o ejemplificación,                    |

Fuente: Badia, Montserrat Castelló et al. «Escribir y comunicarse en contextos científicos y académicos: Conocimientos y estrategias» (2007).